# Нижние Пены
Нижние Пены — село в Ракитянском районе Белгородской области. Административный центр Нижнепенского сельского поселения.

## География
Село расположено в западной части Белгородской области, на левом берегу реки Пены. В окрестностях имеется несколько населённых пунктов с перекликающимися названиями, например, парное Вышние Пены (выше по руслу Пены), Верхопенье — в соседнем Ивнянском районе (у истока Пены), Пены — в соседней Курской области.

## История

### Происхождение названия
Свое название село берет от реки Пены, на левом низменном берегу которой расположено.

### Исторический очерк
Датой основания села Нижние Пены считается 1650 год. Активная колонизация долины реки Пены Московским государством стала возможной после возведения Белгородской засечной черты, на которой были построены многочисленные укрепления.
В 1896 году в Нижних Пенах открыли церковно-приходскую школу.
В 1926 году в селе Нижние Пены Пенской волости Грайворонского уезда зарегистрировали овцеводческое товарищество, объединившее 20 крестьянских хозяйств.
С июля 1928 года село Нижние Пены в Ракитянском районе - центр Нижне-Пенского сельсовета.
В 1929 году в сельсовете был организован колхоз им. Калинина.
В годы ВОВ с ноября 1941 года по февраль 1943 года Нижние Пены оккупировали германские войска.
В 1958 году Нижнепенский сельсовет в Ракитянском р-не состоял из сел Вышние Пены, Нижние Пены и поселка Никольский.
В 1997 году село Нижние Пены в Ракитянском районе стало центром Нижнепенского сельского округа.

## Население
По данным переписи 1895 года в этом селе было 1717 жителей (904 мужчины, 813 женщин).
На 1 января 1932 года — 2677 жителей.
По данным переписей населения в селе Нижние Пены на 17 января 1979 года — 1320 жителей, на 12 января 1989 года — 1127 (522 мужчины, 605 женщин), на 1 января 1994 года — 1135 жителей, 364 хозяйства.
| 2002 | 2010 |
| ---- | ---- |
| 1088 | ↘990 |

## Прославленные уроженцы
- Герой Советского Союза Василий Егорович Сычёв (1944).

## Интересные факты
- До XXI века в селе Нижние Пены (и соседнем ему, с парным названием Вышние Пены) сохранилась традиция исполнения самобытного хороводного пляса под названием танок[4].
- Среди жителей села в ходу самобытный сельский говор, имеющий в обиходе около 8000 тысяч особенных словесных оборотов речи, с мотивами белорусского и малороссийского наречия[5].

## Внешние ссылки
- История села Нижние Пены
- «Бабушкины забавушки» — участницы хоровода в с.Нижние Пены